# Лисиппа (дочь Прета)
Лиси́ппа (др.-греч. Λυσίππη) — дочь тиринфского царя Прета и его жены Сфенебеи.

## Мифология
Согласно мифу, Лисиппа родилась в семье царя Тиринфа Прета, у которого, кроме неё, было ещё две дочери — Ифиноя и Ифианасса.
По одной из распространённых версий, сёстры рассердили бога Диониса, так как отказывались принимать участие в обрядах в его честь. По другой версии, они разгневали богиню Геру: на этот счёт ходили слухи, что они то ли похитили золото с её изваяния, то ли отметились своим чрезмерным любвеобилием. Как бы там ни было, но на небесах поведением сестёр были крайне недовольны. Боги решили их проучить и в качестве способа наказания лишили их разума. Сойдя с ума, Лисиппа вместе с сёстрами Ифиноей и Ифианассой сбежали из дому. Они в исступлении скитались по самым разнообразным местам, бродили по пустыне, как вакханки, забирались в горы. Поведение их было самым непредсказуемым, они запросто могли напасть на любого встреченного на их дороге путника. Вскоре люди стали замечать, что помешательство распространяется и на других женщин, живущих в этой местности. Царь Прет был весьма обеспокоен происходящим. Он призвал на помощь прорицателя Мелампода, приказал ему поймать дочерей и попытаться вылечить их от этой напасти. Мелампод был вынужден организовать погоню за сёстрами. Лисиппа и Ифианасса были схвачены. Ифиною же ждала печальна судьба: она не перенесла пути и умерла. Тем временем Мелампод пригнал Лисиппу с Ифианассой в Сикион, излечил, а затем очистил с помощью окунания в священный колодец.